# Cheerios
I Cheerios sono dei cereali per la colazione prodotti dalla General Mills nel Nord America e dalla Nestlé nel resto del mondo.

## Storia
I Cheerios, che prendevano originariamente il nome di Cheerioats, vennero immessi nel mercato il 2 maggio 1941. Si decise di dare ad essi la denominazione attuale il 2 dicembre 1945, in quanto la Quaker Oats deteneva i diritti dell'utilizzo della parola oat (lett. "avena"). La produzione dei Cheerios si basava sul processo di estrusione già adottato per preparare i Kix, lanciati nel 1937. L'avena usata per prepararli viene pulita e trasformata in farina a Minneapolis prima di venire spedita negli stabilimenti in Iowa, Georgia e Buffalo (New York). Nel 1976, 35 anni dopo il lancio dei Cheerios classici, venne introdotta la prima variante, che era al gusto cannella e semi oleaginosi. Nel 1979 venne lanciata un'altra variante dei cereali che aveva il miele al posto della cannella.

## Descrizione
I Cheerios al miele hanno il 26,9% di farina d'avena, la medesima percentuale di frumento integrale, il 16,4% di farina d'orzo integrale e percentuali inferiori di miele, farina di mais e riso, sciroppo di zucchero. Tra gli additivi che essi contengono vi sono tocoferolo, aromi naturali, ferro, vitamine e acidi.